# Wickham Skeith
Wickham Skeith är en by och en civil parish i Mid Suffolk i Suffolk i England. Orten har 300 invånare (2001). Den har en kyrka.